# Montenegrinos

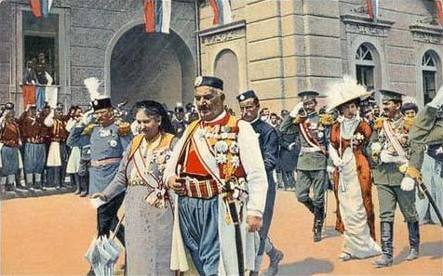
Procissão real de Nikola Petrović Njegoš (último dirigente de Montenegro antes da perda de soberania; no centro da foto). Por ocasião de seu Jubileu de Ouro com a imperatriz Milena (28 de agosto de 1910) em que, valendo-se da publicidade do evento e presença de diversos convidados da nobreza, proclamou a ascensão do status do país de Principado a Reinado, e a ascensão de seu próprio título de Príncipe a Rei

Os montenegrinos (Crnogorci; Црногорци) são um grupo de eslavos do sul associados inicialmente com Montenegro, uma das duas repúblicas que até junho de 2006 formava a Sérvia e Montenegro. A questão de uma nação montenegrina é um assunto controverso, principalmente entre os sérvios.
Os montenegrinos são em sua maioria cristãos ortodoxos, mas também católicos, muçulmanos e irreligiosos. A língua montenegrina é a língua oficial de Montenegro.
Historicamente, a nação montenegrina era composta por muitas tribos. A maioria das tribos foram formadas nos séculos 15 e 16, durante e após a conquista otomana do estado medieval de Zeta. Hoje eles são estudados principalmente no âmbito da antropologia social e da história da família, pois não são usados em estruturas oficiais desde a época do Principado de Montenegro, embora algumas regiões tribais se sobreponham às áreas municipais contemporâneas. Os grupos de parentesco dão uma sensação de identidade e descendência compartilhadas.
Fora de Montenegro e da Europa, os montenegrinos formam grupos de diáspora nos Estados Unidos, Canadá, Austrália e Argentina. Estima-se que cerca de 600 000 montenegrinos residam fora de Montenegro, de acordo com a descendência. Em 2023, há 152 649 montenegrinos com cidadania montenegrina que residem fora de Montenegro.

## A população
Antes da chegada dos povos eslavos aos Bálcãs no século VI, a região agora conhecida como Montenegro era habitada principalmente por povos conhecidos como ilírios. Após várias expedições punitivas contra piratas locais, este reino foi finalmente conquistado pelos romanos no ano 9 e anexado à província de Ilírico.
Com relação à história, língua, religião e origem étnica, os montenegrinos são muito proximamente relacionados com os sérvios, embora haja com outros eslavos do sul, mais notadamente com os herzegovinos.

## História
A divisão do Império Romano em duas partes (Ocidental e Oriental) - e a subsequente divisão entre as igrejas católica e ortodoxa - foi marcada por uma linha que ia em direção ao norte de Skadar (Shkoder) através do moderno Montenegro, simbolizando o status dessa região como uma zona marginal perpétua econômica, cultural e política entre os mundos dos povos do Mediterrâneo e os eslavos.
Durante o declínio do poder romano, esta parte da costa do Adriático sofreu intermitentes ataques de vários invasores semi-nômades especialmente dos godos no final do século V e dos ávaros durante o século VI. Estes foram logo suplantados pelos eslavos, que se estabeleceram amplamente nesta parte dos Bálcãs na metade do século VII. Por causa das extremas condições do terreno e da falta de quaisquer outras fontes de riqueza, tais como os minerais, a região que agora é Montenegro tornou-se um paraíso para grupos residuais de antigos colonizadores, inclusive algumas tribos que haviam escapado da romanização.
A colonização eslava da península Balcânica, dessa forma, ocorreu durante o século VI e provavelmente terminou no século VII. Acredita-se que os predecessores dos montenegrinos sejam procedentes da região (Polablje) entre o Mar Báltico e a atual cidade de Hanôver na Alemanha (D.Zivkovic, Istorija Crnogorskog Naroda, 1989; R.Rotkovic, Odakle su dosli Crnogorci, 1992; V. Nikcevic, Crnogorski Jezik, 1993). Contudo, os predecessores dos montenegrinos conhecidos como as tribos Velet e Odobritei não saíram da Alemanha, desde que os alemães ocuparam estes territórios após outros predecessores montenegrinos terem se deslocado para as costas do Adriático.
Dessa forma, vindos do norte, as tribos eslavas se estabeleceram na província romana de Prevalitana, onde encontraram a urbanização romana e as tribos ilírias nativas. O povo eslavo era organizado ao longo de linhas tribais, cada tribo liderada por um chefe (zupano). Os recém-chegados eslavos, apesar animosidade e hostilidade dos habitantes nativos, aprenderam a conviver com eles, forjando o modus-vivendi eslavo-romano e aceitando o cristianismo do povo local. Depois, dentro do Império Bizantino, eles uniram suas tribos sob o nome de Esclavínia-Dóclea (Sclavinia Doclea; Sklavinija Duklja ou Dukljani).